# Hannes Hyrenius
Hannes Hyrenius, född 4 augusti 1914 i Göteborg, död 11 september 1979, var en svensk statistiker.
Hyrenius, som var son till godsägare August Johansson och Siri Sprinchorn, avlade studentexamen i Skara 1933, blev filosofie kandidat 1935, filosofie licentiat 1939 och disputerade för doktorsgrad 1942. Han var e.o. amanuens vid Lunds universitets statistiska institution 1936–1938, amanuens där, docent i statistik vid Lunds universitet 1943–1950, statsagronom vid Kungliga Lantbrukshögskolan 1950–1951, preceptor i statistik vid Göteborgs universitet 1951–1959, professor där 1959–1969 och professor i demografi vid statens råd för samhällsforskning från 1969.
Hyrenius var uppehöll professuren vid Uppsala universitet vårterminen 1943, vid Lunds universitet höstterminen 1946, var lärare vid socialinstitutet i Stockholm 1943–1946 och General Administration Officer vid FN-sekretariatets befolkningsavdelning i Lake Success, New York 1947–1949. Han var svensk delegat i FN:s befolkningskommitté 1953–1955 och ledamot av International Statistical Institute från 1956. Han var tillkallad som expert av 1941 års befolkningsutredning, som särskild sakkunnig av 1942 års jordbrukskommitté och som expert att biträda kommittén för Rågösvenskarna. Utöver nedanstående skrifter skrev han artiklar i tidskrifter och dagspress.